# Щогла-випромінювач

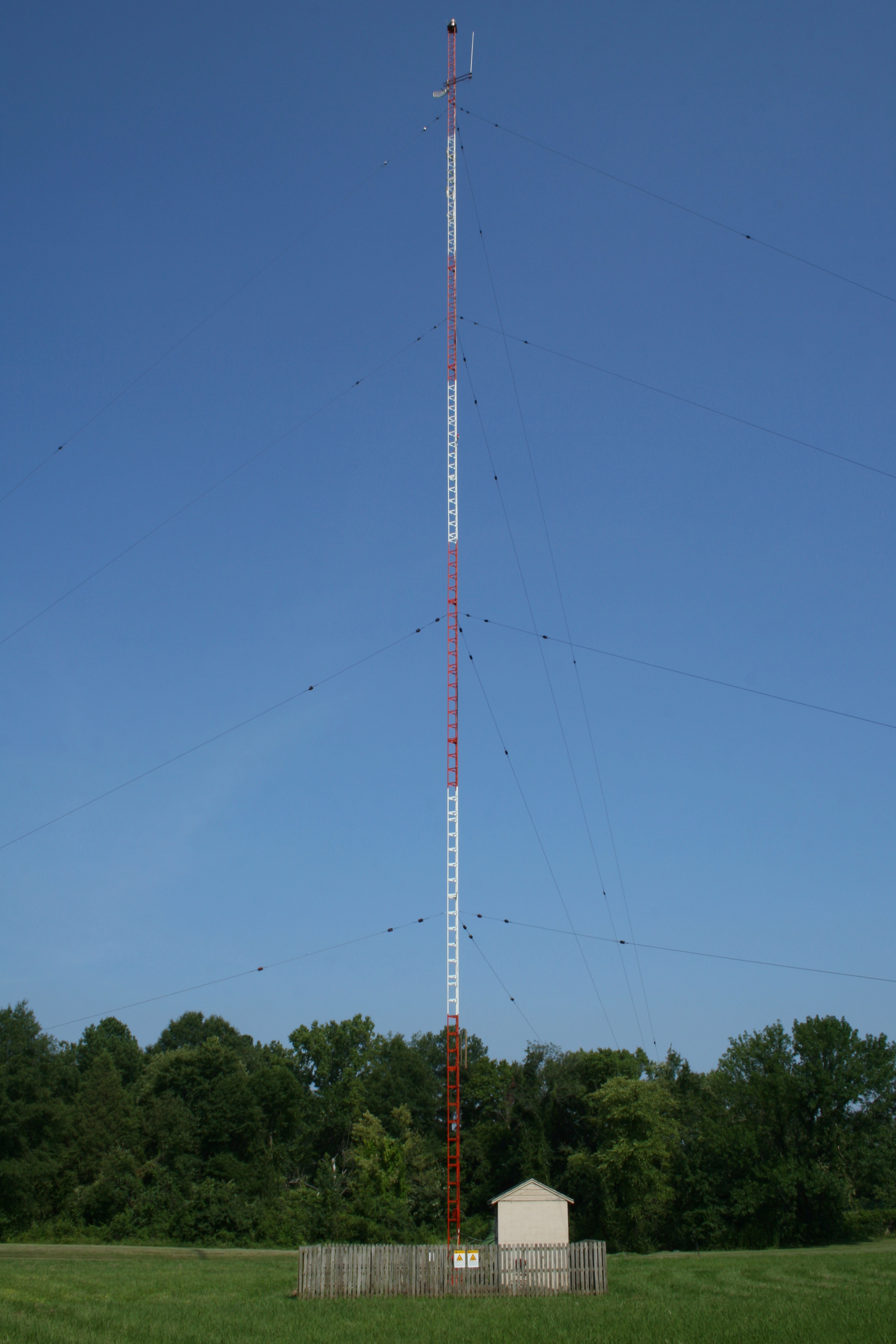
Типовий випромінювач щогли, U.S.

Щогла-випромінювач (або випромінювальна вежа) — це радіощогла або вежа, у якій сама металева конструкція подається під напругу та функціонує як антена. Ця конструкція, вперше широко застосована в 1930-х роках, зазвичай використовується для передавальних антен, що працюють на низьких частотах, у діапазонах НЧ і СЧ, зокрема тих, що використовуються для радіостанцій АМ. Провідна сталева щогла електрично з'єднана з передавачем. Його основу зазвичай встановлюють на непровідну опору для ізоляції від землі. Випромінювач щогли є формою монопольної антени.

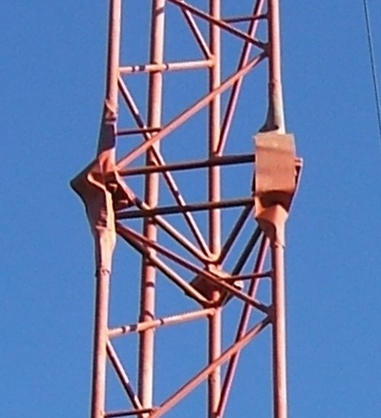
Для забезпечення того, щоб щогла діяла як єдиний провідник, окремі конструктивні секції щогли електрично з’єднані мідними перемичками.

Більшість щоглових випромінювачів побудовані як щогли з відтяжками. Сталеві гратчасті щогли трикутного перетину є найпоширенішим типом. Іноді використовують також квадратні гратчасті щогли і трубчасті щогли. Щоб гарантувати, що вежа є безперервним провідником, структурні секції вежі електрично з’єднані в місцях з’єднання короткими мідними перемичками, які припаяні з обох боків або зварними швами (дуговими швами) поперек сполучних фланців.
Щогли з опорним живленням, найпоширеніший тип, повинні бути ізольовані від землі. У своїй основі щогла зазвичай встановлена на товстому керамічному ізоляторі, який має міцність на стиск, щоб витримати вагу вежі, і діелектричну міцність, щоб витримати високу напругу, що прикладається передавачем. Радіочастотне живлення для керування антеною подається через мережу узгодження імпедансу, яка зазвичай розміщується в будці для налаштування антени біля основи щогли, а кабель, що подає струм, просто прикручується або припаюється до вежі. Фактичний передавач, як правило, розташований в окремій будівлі, яка постачає радіочастотне живлення до пункту налаштування через лінію електропередачі.
Щоб утримувати щоглу у вертикальному положенні, до щогли прикріплені натягнуті відтяжки, як правило, комплектами по 3 під кутом 120°, які зазвичай кріпляться до землі за допомогою бетонних анкерів. Кілька наборів відтяжок (від 2 до 5) на різних рівнях використовуються, щоб зробити вежу жорсткою проти викривлення. Відтяжні лінії мають ізолятори напруги, вставлені, як правило, у верхній частині біля точки кріплення до щогли, щоб ізолювати провідний кабель від щогли, запобігаючи високій напрузі на вежі від досягнення землі.
Незважаючи на те, що вони ізольовані від щогли, провідні відтяжні кабелі можуть електрично діяти як резонансні антени (паразитні елементи), поглинаючи та перевипромінюючи радіохвилі від щогли, порушуючи діаграму спрямованості антени. Щоб запобігти цьому, додаткові ізолятори напруги вставляються через певні проміжки в відтяжні кабелі, щоб розділити лінію на нерезонансні відрізки: Зазвичай сегменти мають бути обмежені максимум однією восьмою-одною десятою довжини хвилі.
Національне міністерство радіомовлення країни зазвичай має регулюючі повноваження щодо проектування та експлуатації радіощогл, на додаток до місцевих будівельних норм, які охоплюють проектування конструкцій. У США, наприклад, це Федеральна комісія зі зв’язку (FCC). Плани щогли повинні бути затверджені регуляторами перед будівництвом.
Крім того, джерело живлення для освітлення щогли та вогнів безпеки польоту також можна підключити через так званий трансформатор Остіна. Трансформатор Остіна складається з двох круглих блокувальних котушок, які повернуті на 90° одна до одної та мають великий повітряний зазор для електричної ізоляції. Трансформатор Остіна і цей тип сполучення низькочастотної напруги живлення для освітлення високовольтної опори названий на честь його винахідника Артура Остіна.
1. ↑  History of Austin Insulators